# Systat (protocole)
la systa quoi ney ney